# Unciti
Unciti è un comune spagnolo di 221 abitanti situato nella comunità autonoma della Navarra.